# Гарсия Кальдерон, Франсиско
Франси́ско Гарси́я-Кальдеро́н Ла́нда (исп. Francisco García-Calderón Landa; 2 апреля 1834, Арекипа — 21 сентября 1905, Лима) — перуанский военный и государственный деятель, юрист, дипломат. Был временным президентом Перу в 1881 году.

## Биография
Родился в городе Арекипа 2 апреля 1834 года в семье известного судьи, доктора Эдуардо Гарсии Кальдерона. Образование получил в Колледже Независимости в своём родном городе, где он впоследствии сам преподавал философию и математику. Франсиско Гарсия Кальдерон был выдающимся юристом, написал Словарь перуанского законодательства, который издавался два раза. Избрался в парламент в 1867 году в течение первого правительства Мариано Игнасио Прадо. В 1868 году в течение краткого времени занимал пост министра финансов. Несколько лет возглавлял влиятельный перуанский банк того времени — Банк Провиденсия.

## Президентство
После чилийской оккупации Лимы, действующий президент Николас де Пьерола создал правительство в эвакуации. Оставшиеся в Лиме политики объединились и выбрали временным президентом Франсиско Гарсия Кальдерона.
Чилийские оккупационные власти не признали правительство Франсиско Гарсия Кальдерона легитимным, в отличие от правительства Пьеролы, в результате тот вынужден был отказаться от претензий на власть 28 ноября 1881 года.
Одним из условий Чили для заключения мирного договора были территориальные уступки Перу, но Гарсия Кальдерон не соглашался на них, полагаясь на мнение и заступничество США в этом вопросе. 25 августа 1881 года посол США в Перу послал письмо командующему оккупационных сил контр-адмиралу Патрисио Линчу с выражением своей позиции и утверждением, что США поддерживает Перу и не допустит отторжения перуанских территорий в пользу Чили. Линч не ответил на письмо посла. 18 сентября 1881 года в Чили сменилось правительство, страну возглавил новый президент, 28 сентября Линч сверг правительство президента Франсиско Гарсия Кальдерона, 6 ноября Франсиско Гарсия Кальдерон арестован и депортирован в Чили на военном корабле. После Франсиско Гарсия Кальдерона правительство Перу в Арекипе возглавил Лисардо Монтеро Флорес.

## После президентства
Насильно вывезенный из страны, Франсиско Гарсия Кальдерон не терял духа, вёл переписку с оставшимися в Перу соратниками в целях предотвращения территориальных уступок. В заключении в Вальпараисо у него родился сын, Франсиско Гарсия Кальдерон Рей, будущий знаменитый перуанский писатель. После освобождения Гарсия Кальдерон вернулся в Лиму со своей семьёй.
В 1884 году был избран в Сенат и стал председателем Сената. Впоследствии стал ректором Национального университета Сан-Маркос.
Франсиско Гарсия Кальдерон умер в Лиме в 1905 году в возрасте 69 лет.